# Melhania humbertii
Melhania humbertii är en malvaväxtart som beskrevs av Arenes. Melhania humbertii ingår i släktet Melhania och familjen malvaväxter. Inga underarter finns listade i Catalogue of Life.